# 261 pr. n. št.

## Dogodki
- konec hremonidejske vojne

## Smrti
- 2. junij - Antioh I. Soter, kralj Selevkidskega cesarstva (+ okoli 324 pr. n. št.)